# Riot on Sunset Strip
Pour plus de détails, voir Fiche technique et Distribution.
Riot on Sunset Strip est un film dramatique américain réalisé par Arthur Dreifuss et sorti en 1967.
Plus tôt dans l'année, Mimsy Farmer, Laurie Mock et Gene Kirkwood sont apparus dans Terreur au kilomètre, où Farmer incarnait la mauvaise fille et Mock une vierge effarouchée. Dans ce film, elles ont échangé leurs personnages.
Le film est réalisé dans les mois suivant la série d'affrontements ayant eu lieu entre la police et des jeunes hippies sur le Sunset Strip à West Hollywood (Californie) en 1966. Le film tente de capturer l'essence de la période, et ajoute également une intrigue secondaire qui tourne autour de la relation troublée d'une jeune fille avec ses parents divorcés.

## Synopsis
Los Angeles, 1967, en pleine période hippie Sunset Strip est un point chaud pour des milliers de jeunes qui, entre musique et drogue, y traînent jour et nuit et la police arrête des dizaines de jeunes chaque jour, mais en vain.
Il a une fille, Andy, qui fréquente le lycée mais, séparé de sa femme, il ne peut passer beaucoup de temps avec elle à cause de son travail. Un soir, le groupe dont Andy fait partie occupe une villa pour organiser une fête et on fait boire à la jeune fille une orangeade avec une dose de LSD à l'intérieur.
Profitant de l'état de confusion de la jeune fille, cinq jeunes hommes en profitent pour la violer collectivement et, lorsque la police fait irruption dans la maison, le père la découvre encore allongée sur un lit. Une fois arrivé à l'hôpital, le père, dans un accès de rage, s'en prend à quelques jeunes hommes et à un policier qui avait tenté de l'arrêter et l'épisode déclenche une protestation des hippies.

## Fiche technique
- Titre original américain  : Riot on Sunset Strip
- Réalisateur : Arthur Dreifuss
- Scénario : Orville H. Hampton
- Photographie : Paul Vogel
- Montage : Ben Lewis
- Musique : Fred Karger (it)
- Production : Jerome F. Katzman, Sam Katzman
- Société de production : Sam Katzman Productions
- Société de distribution : American International Pictures[2]
- Pays de production :  États-Unis
- Langue originale : anglais américain
- Format : Couleurs - 1,85:1 - Son mono - 35 mm
- Durée : 87 minutes
- Genre : Drame
- Dates de sortie :
  - États-Unis : mars 1967

## Distribution
- Aldo Ray : Walt Lorimer
- Mimsy Farmer : Andy
- Michael Evans (en) : sergent Tweedy
- Anna Strasberg (it) : Helen Tweedy
- Tim Rooney (en) : Grady
- Frank Alesia (en) : Joel
- Laurie Mock : Liz-Ann Barbrey
- Gene Kirkwood : Flip

## Article annexe
- Psychotrope au cinéma et à la télévision